# Броненосцы типа «Иллинойс»
Броненосцы типа «Иллинойс» (англ.  Illinois-class battleships) — серия из трёх крупных океанских броненосцев, построенных для ВМФ США в 1897—1901 годах. Созданы под сильным впечатлением от британских броненосцев типа «Маджестик», в результате чего имели ряд существенных отклонений от формирующихся на тот момент традиций американского военного кораблестроения. Принимали участие в циркумнавигации «Великого белого флота» в 1907—1909 годах. Списаны в 1920-х: «Иллинойс» до 1956 года служил в качестве плавучего арсенала в военно-морской милиции Нью-Йорка.

## История
Вскоре после закладки броненосцев типа «Кирсадж», Конгресс США утвердил постройку новой серии боевых кораблей. На этот раз было решено, что новые броненосцы станут мореходными кораблями с высоким бортом, способными сражаться в открытом море и действовать при любой погоде. Негативный опыт эксплуатации «Индиан», оказавшихся малопригодными для сражений в открытом море, существенно ослабил позиции сторонников «береговых линкоров»: к этому времени, Соединённые Штаты уже обзавелись обширными заокеанскими территориями (Аляска и Гавайи) и для защиты таковых от посягательств требовались корабли, способные при необходимости дать бой в открытом океане флоту противника.
Во время разработки проекта новых броненосцев, сильное влияние на американских инженеров оказали новые британские броненосцы типа «Маджестик», в одни из сильнейших в мире. Эти 15 000-тонные корабли были мощными, очень быстроходными, и в своей концепции броневой защиты и вооружения реализовывали бытовавшие тогда взгляды о главенствующей роли в бою среднекалиберной скорострельной артиллерии: броненосцы типа «Маджестик» несли мощную батарею из двенадцати скорострельных 152-мм орудий, а их бронирование имело очень большую площадь в ущерб толщине. Сочтя британские корабли «идеальным» типом эскадренного броненосца, американские инженеры попытались разработать свою собственную версию «Маджестика».

## Конструкция

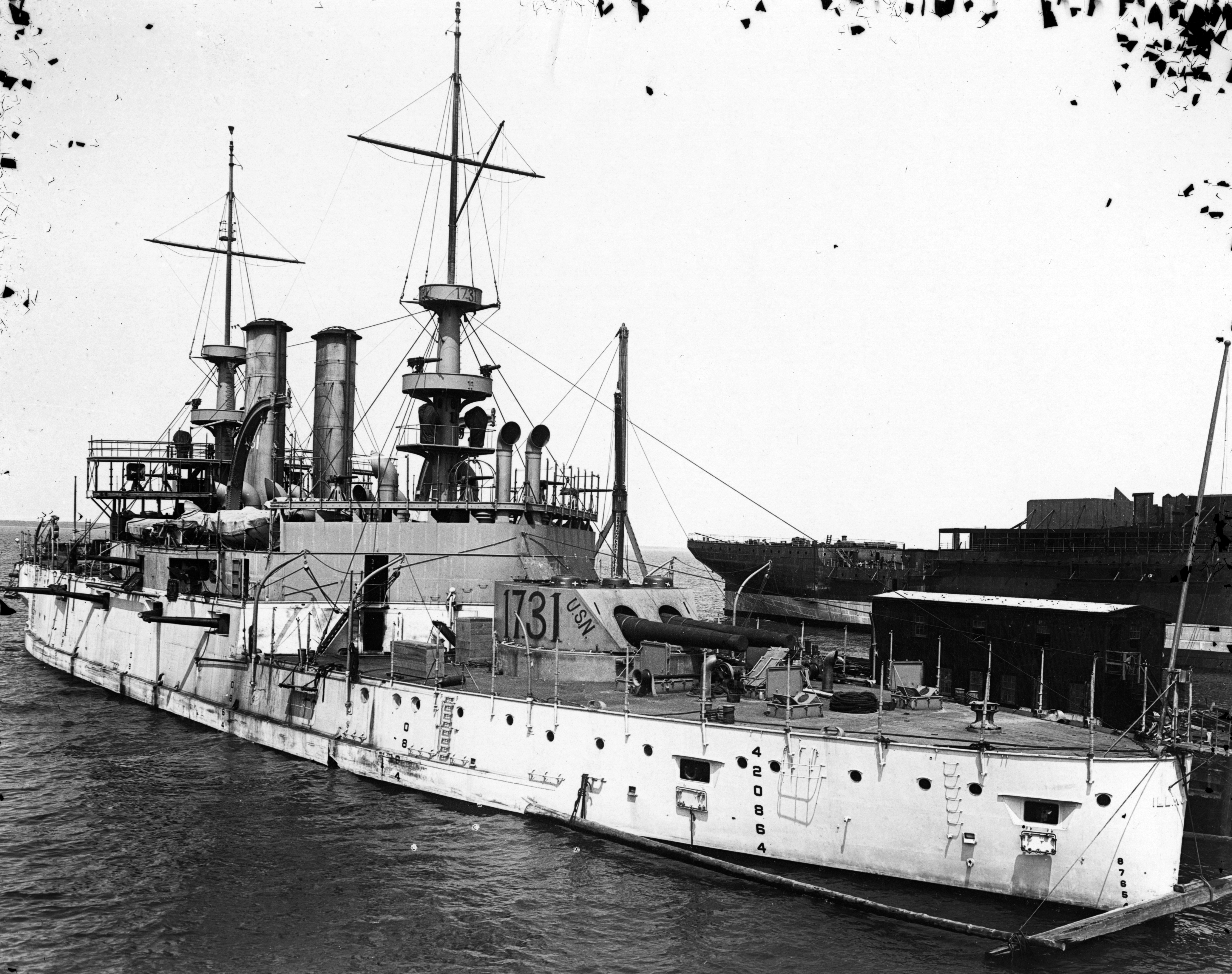

Разработанные под сильным влиянием британской кораблестроительной школы, броненосцы типа «Иллинойс» до смешного скрупулезно повторяли основную архитектуру британских «Маджестиков». Они имели аналогичный высокий полубак, на них отсутствовала общепринятая для американских броненосцев «промежуточная» 203-миллиметровая артиллерия, они имели аналогичное двухъярусное расположение скорострельной артиллерии на главной палубе и в надстройке. Американцы повторили даже расположение труб — подобно «Маджестику», две трубы «Иллинойса» располагались бок о бок в передней части надстройки.
Но простое копирование конфигурации явно не могло обеспечить равного военного потенциала — особенно с учетом того, что 11000-тонный «Иллинойс» был почти на 5000 тонн легче «Маджестика». Кроме того, сказалась нехватка опыта американских конструкторов и выбранная в качестве основного калибра неудачная 330-миллиметровая артиллерия.

### Вооружение
Основное вооружение корабля составляли все те же устаревшие 330-миллиметровые 35-калиберные пушки. Стрелявшие 512-кг снарядом с начальной скоростью 610 м/с, эти орудия имели скорострельность не более 1 выстрела в 4-5 минут, что по меркам конца 1890-х было непозволительно мало. Надежность тоже оставляла желать много лучшего.
А вот сами башни главного калибра стали значительно совершеннее. Американцы при проектировании «Иллинойсов» отказались от своих старых, мониторного типа цилиндрических башен с вертикальными стенками, и перешли к башням европейского образца, дифференцированным бронированием, и орудийной установкой, изначально проектировавшейся как интегральная часть башни. Башни были полностью уравновешенны, что позволяло стрелять из 330-мм орудий на борт без необходимости учитывать приобретаемый дополнительно крен. Впервые в американском флоте, башни имели электрические приводы.
Средний калибр броненосцев состоял из четырнадцати 152-миллиметровых орудий с длиной ствола 40 калиберов. Формально скорострельные, на практике их реальная скорость стрельбы из-за архаичного раздельного заряжания и несовершенных процедур перезарядки не превышала 1,5 выстрелов в минуту. По сравнению с 8-10 выстрелами в минуту для орудий прототипа — «Маджестика», американские пушки можно было просто не считать за скорострельные. Проблему удалось решить только в 1900-х, упрощением процедуры перезарядки, принятием на вооружение новых снарядов скорострельность удалось повысить до 7-8 выстрелов в минуту.
Противоминное вооружение кораблей составляли шестнадцать 6-фунтовых 57-миллиметровых орудий Гочкисса и 6 однофунтовых орудий Максима-Норденфельда. Первые располагались на крыше надстройки, вторые — на марсах двух боевых мачт. Торпедное вооружение состояло из четырёх 457-мм торпедных аппаратов, расположенных над ватерлинией.

### Броневая защита
Броневая защита имела принцип «всё или ничего». Броненосцы несли узкий броневой пояс по ватерлинии, изготовленный из гарвеированной брони и достигающий в центре корпуса толщины в 381 миллиметр (356 у нижней кромки). В оконечностях пояс утоньшался до 102 мм: в носовой части он сохранял постоянную высоту, но в кормовой повторял очертания броневой палубы, полностью уходя под уровень волн.
В центральной части корабля над главным поясом располагался верхний, достигающий толщины 133 мм и закрывающий пространство от нижней кромки верхнего пояса и до основания казематов вспомогательной батареи. Верхний пояс проходил между барбетами башен главного калибра, и его основной задачей была защита центра корпуса от снарядов скорострельной артиллерии.
Над верхним поясом, располагалась казематированная батарея для двенадцати скорострельных орудий: восемь орудий стояли на нижнем ярусе, на уровне главной палубы, и ещё четыре — наверху, на верхней палубе. Ещё два 150-мм орудия были установлены в отдельных казематах в носовой части. Все казематы защищала 133-мм плиты.
Башни главного калибра были защищены 356-мм броней, но за счет скошенных стенок их стойкость к снарядам в лобовой проекции сильно увеличилась. Барбеты имели толщину от 381-мм (в верхней части) и до 254-мм (в нижней, где бронирование усиливалось поясом). Горизонтальная защита обеспечивалась за счет выпуклой броневой палубы, в центре корпуса поднимавшейся выше ватерлинии, а у краев и в оконечностях снижавшуюся ниже таковой. В целом, схема бронирования американских броненосцев была мощной и достаточно хорошо продуманной, даже лучшей чем у британского прототипа (не имевшего брони в оконечностях). Её главным недостатком была очень маленькая высота главного пояса, почти скрывающегося под водой.

### Силовая установка
Корабли приводились в движение двумя паровыми машинами общей мощностью в 11207 л.с. Пар для них обеспечивали восемь цилиндрических котлов Мошёра. Максимальная скорость кораблей не превышала 16 узлов на обычной тяге и 16,8 при форсированной тяге в топках.

## Оценка проекта

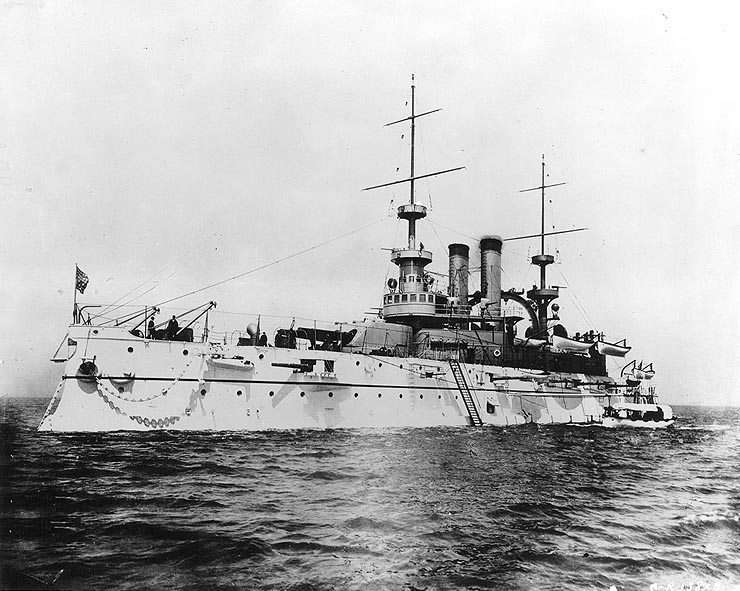

Броненосцы типа «Иллинойс» были первыми серийными океанскими кораблями ВМФ США (после уникального BB-4 «Айова»). При своих сравнительно небольших размерах, они имели отличную мореходность и высокую дальность плавания.
Но их боевые качества, главные, определяющие возможности корабля, явно не соответствовали ожиданиям. Попытка копирования концепции британских броненосцев типа «Маджестик» на недостаточной американской инженерной базе привела к закономерно неудачному результату: броненосцы типа «Иллинойс» оказались едва ли не самыми слабо вооруженными из американских броненосцев конца 19 века. Отказ от промежуточных 203-миллиметровых орудий в пользу откровенно неудачных 150-миллиметровых «скорострельных» пушек привел к тому, что огневая мощь броненосцев оказалась ниже всех аналогов. Американские же 330-миллиметровые орудия просто уже не годились для современных условий войны на море.
Избранная схема бронирования была довольно удачной в плане защиты от огня скорострельных орудий, но совершенно не учитывала необходимости защиты от тяжелых снарядов. Появившиеся в 1890-х крупнокалиберные скорострельные пушки могли легко пробить тонкий 120-миллиметровый верхний пояс «Иллинойса» и разбить снарядами 120-миллиметровую оконечностей. Главный пояс оказался слишком узким, и при полной загрузке почти скрывался под водой.
В целом, броненосцы класса «Иллинойс» были не слишком-то удачны даже по сравнению с предшествовавшей серией. Это было связано как с самой идеей копирования удачного европейского образца на устаревшей технической базе, так и с тем, что в 1890-х американцы закладывали новые серии не дожидаясь ввода в строй предыдущих.